# امیسوم
امیسوم (انگلیسی: Emisum) پادشاه دولت-شهر لارسا در خاور نزدیک باستان بود.وی از ۱۹۴۰ تا ۱۹۱۲ ق.م بر این شهر حکومت می‌کرد.وی از قوم عموری بود.